# 60 Hz II
| Recensione       | Giudizio |
| ---------------- | -------- |
| Sentireascoltare | 7,4/10   |
| Rapteratura      | Positivo |
| Mowmag           | Positivo |
| Primoascolto     | Positivo |

60 Hz II è il settimo album in studio del produttore italiano DJ Shocca, pubblicato il 27 giugno 2025 dall'etichetta discografica Epic Records.

## Descrizione
Il disco è stato annunciato il 30 ottobre 2024, in occasione dell'apertura di DJ Shocca al concerto di Nas a Milano, venti anni dopo l'uscita del primo capitolo 60 Hz.
Composto da sedici brani, 60 Hz II contiene sia pezzi inediti che remake di tracce presenti nel primo volume: «lavorare su un sequel è stata una grande responsabilità, ma ad aiutarmi in questa missione ci sono stati gli artisti: mi sono accorto di come tutti i nomi coinvolti avessero a cuore quel primo disco, alcuni, quelli di nuova generazione, sono proprio cresciuti con quell’album […] I pezzi a cui tengo di più forse non sono i remake dei brani vecchi, ma gli inediti perché lì ho potuto davvero lanciare delle bombe di hip hop classico con la lingua del presente».

## Tracce
Musiche di Matteo Bernacchi.
1. 60 Hz II (feat. Mistaman, Ghemon, Stokka, Frank Siciliano, MadBuddy) – 4:38 (testo: Alessandro Gomiero, Giovanni Luca Picariello, Francesco Romito, Matteo Podini, Marco Gorgone)
2. Rendez Vous Col Delirio II (feat. Club Dogo) – 3:03 (testo: Cosimo Fini, Francesco Vigorelli)
3. Stella Nera (feat. Ghemon, Neffa) – 2:58 (testo: Giovanni Luca Picariello, Giovanni Pellino)
4. Fiamma Viva (feat. Primo, Guè, Izi) – 3:43 (testo: David Maria Belardi, Cosimo Fini, Diego Germini)
5. Interludio Uno – 0:57
6. Notte Blu II (feat. Ernia, Frank Siciliano, Gemitaiz) – 2:55 (testo: Matteo Professione, Matteo Podini, Davide De Luca)
7. Il Diavolo Con Me (feat. Silent Bob, Johnny Marsiglia) – 2:47 (testo: Edoardo Fontana, Giovanni Marsiglia)
8. How We Roc (feat. Ensi, Nerone) – 2:40 (testo: Jari Ivan Vella, Massimiliano Figlia)
9. Interludio Due – 0:44
10. Ghettoblaster II (feat. Jake La Furia, Izi, Stokka, MadBuddy) – 3:11 (testo: Francesco Vigorelli, Diego Germini, Francesco Romito, Marco Gorgone)
11. Giorni Di Piombo (feat. Inoki, Danno) – 3:34 (testo: Fabiano Ballarin, Simone Eleuteri)
12. Tutta Questa Strada (feat. MadBuddy) – 3:25 (testo: Marco Gorgone)
13. Interludio Tre – 0:45
14. Sempre Grezzo II (feat. Tormento, Egreen) – 3:29 (testo: Massimiliano Cellamaro, Nicolas Fantini)
15. Quelle Sere (feat. Clementino, Mistaman) – 2:42 (testo: Clemente Maccaro, Alessandro Gomiero)
16. Baggy (feat. Ele A, Nitro) – 2:50 (testo: Eleonora Antognini, Nicola Albera)

## Classifiche
| Classifica (2025) | Posizione massima |
| ----------------- | ----------------- |
| Italia            | 3                 |